# وديعة

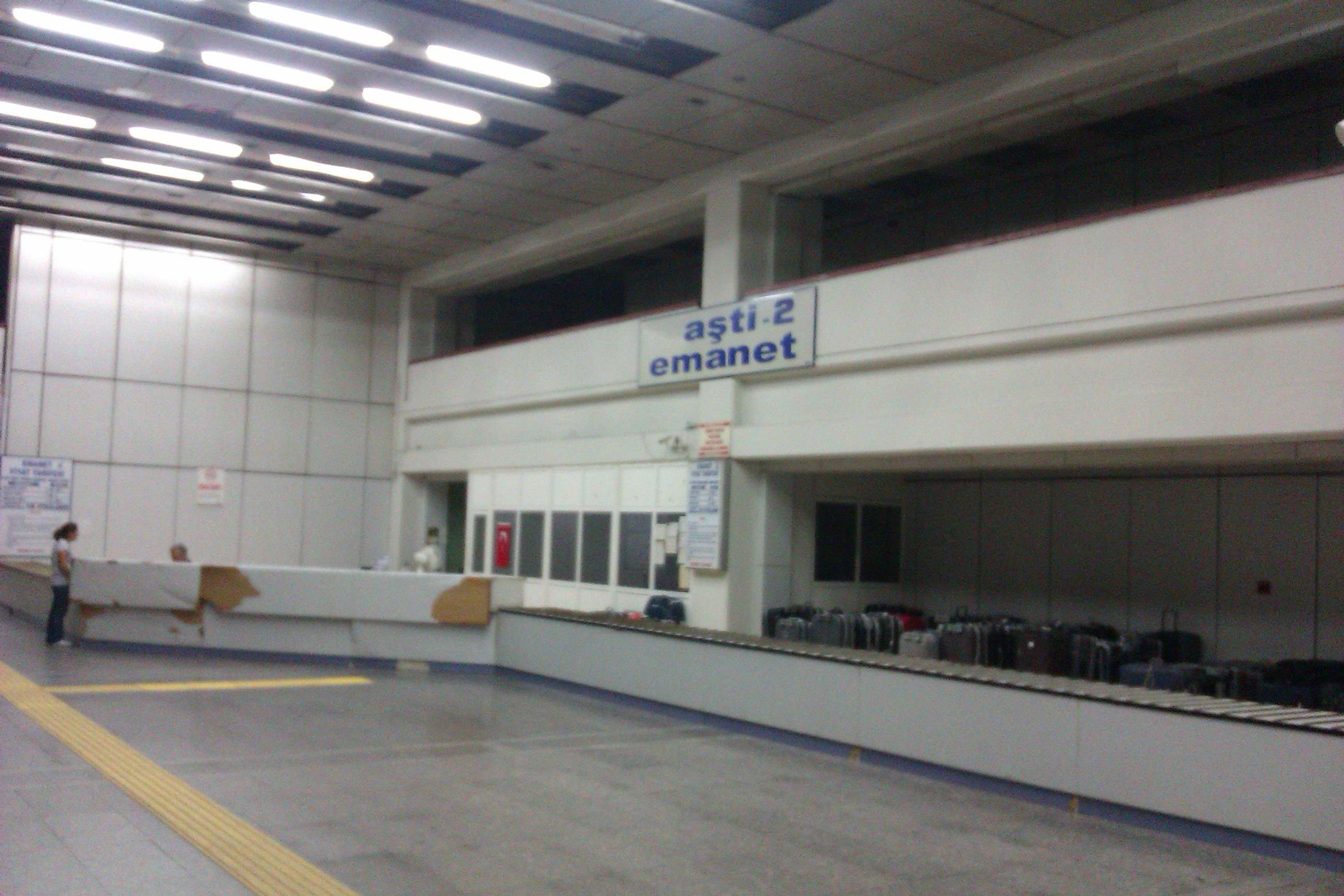

الوديعة أو العُربون (بالإنجليزية: deposit) في الاقتصاد هي مال أو ملك يوضع في عهدة مصرف أو شخص آخر لحفظه أو لاستثماره أو رهنه.
في الأعمال التجارية، الوديعة أو العربون هو مبلغ من المال يدفعه الزبون كقسط أول أو كدفعة جزئية نظير بضاعة يشتريها الزبون ويحتفظ بها البائع، إلى حين أن يتم دفع المبلغ المتبقي من ثمنها.
الوديعة: هي المال الذي يوضع عند شخص لأجل الحفظ.
الإيداع: هو وضع المالك ماله عند آخر لحفظه. ويسمى المستحفظ مودِعًا والذي يقبل الوديعة وديعًا ومستودعًا (بفتح الدال).

## دليل المشروعية
1- من القرآن:
قوله تعالى: ((إن الله يأمركم أن تؤدوا الأمانات إلى أهلها)) [النساء: 58].
2- من السنة:
- السنة القولية:

قوله ﷺ: ((من كشف عن مسلم كربة من كرب الدنيا كشف الله عنه كربة من كرب يوم القيامة، والله في عون العبد مادام العبد في عون أخيه)).
ولا شك أن من عون المسلم لأخيه قبول وديعته ليحفظها له عند احتياجه إلى ذلك.
وقوله ﷺ: ((أد الأمانة إلى من ائتمنك، ولا تخن من خانك)). ووجه الدلالة فيه أن رد الأمانة فرع الإيداع.
- السنة العملية:

روى البيهقي عن عائشة أم المؤمنين في هجرة النبي ﷺ إلى المدينة قالت: وأمر ﷺ عليًا أن يتخلف عنه بمكة حتى يؤدي عنه الودائع التي كانت عنده للناس.
3- من الإجماع:
أجمع الفقهاء قاطبة على جواز عقد الوديعة. وقد كان الصحابة ومن بعدهم يودعون ويستودعون.

## أحكام الوديعة في الإسلام
مستحبة في حق المستودع، ما لم تقترن بها دواع تصرف حكمه إلى الوجوب أو الكراهة أو الحرمة. وفي حق المودع الأصل فيه الإباحة ما لم تلابسه عوارض تصرفه إلى الوجوب أو الحرمة.
اختلف الفقهاء في الحكم التكليفي لعقد الوديعة، فذهب الحنفية إلى أن قبول الوديعة مستحب مطلقًا.
وقال الشافعية والحنابلة: هو مستحب في حق من علم من نفسه أنه ثقة قادر على حفظها، ولا يجوز لغيره، لأن فيه تغريرًا بصاحبها.
وقال المالكية:
- حكم الوديعة من حيث ذاتها الإباحة في حق الفاعل والقابل على السواء. لما روى أبو هريرة أن النبي ﷺ قال: ((من كشف عن مسلم كربة من كرب الدنيا كشف الله عنه كربة من كرب يوم القيامة، والله في عون العبد مادام العبد في عون أخيه)).
- غير أنه قد يعرض وجوبها في حق الفاعل إن خشي ضياعها أو هلاكها إن لم يودعها، مع وجود قابل لها قادر على حفظها. والدليل عليه ما روى ابن مسعود أن النبي ﷺ قال: ((حرمة مال المؤمن كحرمة دمه)). ولو خاف على دمه لوجب عليه حفظه، كذلك إذا خاف على ماله.
- وحرمتها إذا كان المال مغصوبًا أو مسروقًا لوجوب المبادرة إلى رده لمالكه. كذلك في حق القابل قد يعرض لها الوجوب، كما إذا خاف ربها عليها عنده من ظالم، ولم يجد صاحبها من يستودعها غيره، والتحريم كالمال المغصوب يحرم قبوله، لأن في إمساكه إعانة على عدم رده لمالكه والندب إذا خشي ما يوجبها دون تحققه، والكراهة إذا خشي ما يحرمها دون تحققه.

### الأجرة على الوديعة
الأصل في عقد الوديعة أنه من عقود التبرعات التي لا تستوجب بدلًا عن المنفعة المبذولة من جانب الوديع للمودع لكن لو اشترط للوديع أجر فيها مقابل الحفظ أو الحرز صح ذلك الشرط ولزم في قول جمهور الفقهاء.
وخالفهم الحنابلة في ذلك وقالوا: إن الأجر إنما يجوز في الإجارة على الحفظ لا في عقد الوديعة.
فليس للمستودع أن يأخذ أجرة على حفظ الوديعة ما لم يشترط ذلك في العقد.

### صفات العاقدين
أ- ما يشترط في المودع:
اتفق الفقهاء على أنه يشترط في المودع أن يكون جائز التصرف. وهو العاقل المميز عند الحنفية، والبالغ العاقل الرشيد عند غيرهم.
وعلى ذلك، فلو أودع طفل أو مجنون مالًا عند إنسان، فلا يجوز له قبول وديعته. فإن أخذها منه ضمنها، ولا يبرأ من الضمان إلا بالتسليم إلى وليه الناظر في ماله.
أما الصبي المميز، فللفقهاء في صحة إيداعه قولان:
- عند الحنفية والحنابلة: صحة الإيداع إذا كان مأذونًا له في ذلك. أما غير المأذون فلا يصح منه الإيداع.
- عند المالكية والشافعية: عدم صحة الإيداع مطلقًا حيث ألحقوا إيداعه بالعدم.

ب- ما يشترط في المستودع:
اتفق الفقهاء في أنه يشترط في الوديع كونه جائز التصرف. غير أنهم اختلفوا فيمن يصدق عليه هذا الوصف، فقال الحنفية: هو العاقل المميز.
وقال الشافعية والمالكية والحنابلة: هو البالغ العاقل الرشيد.
وعلى كلا القولين لا يصح قبول الوديعة من المجنون والصبي الذي لا يعقل، لأن حكم هذا العقد لزوم الحفظ، ومن لا عقل له ليس أهلًا للحفظ.
أما الصبي المميز، فقد اختلف الفقهاء في صحة استيداعه على ثلاثة أقوال:
1- أن الصبي المميز يصح أن يتوكل، فصح أن يكون أمينا لغيره في حفظ الوديعة، وهو قول ابن رشد المالكي.
2- صحة قبوله للوديعة إذا كان مأذونًا بالتجارة، وإلا فلا، وهو قول الحنفية.
3- عدم صحة استيداعه مأذونا كان أو غير مأذون، لأن المقصود من الإيداع الحفظ، والصبي ليس من أهله، وهذا قول الشافعية والمالكية والحنابلة.
جاء في مجلة الأحكام العدلية: يشترط في صحة عقد الوديعة أن يكون المودع والمستودع مميزين، ولا يشترط كونهما بالغين. فبناء عليه: إيداع المجنون والصبي غير المميز وقبولهما الوديعة غير صحيح. أما إيداع الصبي المميز المأذون وقبوله الوديعة، فهو صحيح.
وأما الصبي والسفيه فلا يودعان ولا يستودعان، لكن إن أودعاك شيئا وجب عليك يا رشيد حفظه. وأما إن أودعت عندهما فأتلفا أو فرطا لم يضمنا، وإن بإذن أهلهما.

### صفات العين المودعة
يشترط في العين المودعة أن تكون مالًا عند الحنفية والمالكية، وأن تكون مالًا أو مختصًا (كجلد ميتة لم يدبغ وزبل وكلب صيد) عند الشافعية والحنابلة.
ولا خلاف بين الفقهاء في صحة إيداع الصكوك والوثائق والوصايا المكتوبة بالحقوق المالية، حيث اعتبروها مالًا مجازًا.
فيشترط كون الوديعة قابلة لوضع اليد عليها وصالحة للقبض، فلا يصح إيداع الطير في الهواء.

### ضمان الوديعة
يجب على المستودع حفظ الوديعة بما يحفظ ماله أو بما هو متعارف به بين الناس، وإلا ضمنها. ولا يضمنها إذا هلكت دون تفريطٍ منه.
الوديعة يحفظها المستودع بنفسه أو يستحفظها أمينه، كمال نفسه، فإذا هلكت في يده أو عند أمينه بلا تعد ولا تقصير، فلا ضمان عليه ولا على أمينه.
قال ﷺ: ((من أودع وديعة فلا ضمان عليه)).
وقال ﷺ أيضًا: ((وليس على المستعير غير المغل ضمان، ولا على المستودع غير المغل ضمان)).

### لزوم أخذ الوديعة متى ردها الوديع
عقد الوديعة غير لازم في حق أي واحد من العاقدين، فلكل واحد منهما أن يبادر بفسخه والتحلل منه متى شاء دون توقف على رضا الطرف الآخر أو موافقته، كما هو الشأن في الوكالة التي تعتبر الوديعة نوعا منها.
وعلى ذلك: متى أراد المودع استرداد وديعته، لزم الوديع ردها إليه، لعموم قوله تعالى: ((إن الله يأمركم أن تؤدوا الأمانات إلى أهلها)) [النساء: 58]
واستثنى الشافعية من هذا الأصل حالة لحوق الضرر بأحد الطرفين نتيجة فسخ الآخر عقد الوديعة بدون رضاه، وقالوا: العقود الجائزة إذا اقتضى فسخها ضررًا على الآخر امتنع، وصارت لازمة.

### تكلفة رد الوديعة
تقع مؤونة الرد والتسليم (أي مصاريفهما وكلفتهما) على عاتق المودع.

### استعمال الوديعة
ليس للمستودع أن يستعمل الوديعة وينتفع بها بدون إذن صاحبها، وإن استعملها بلا إذنه وهلكت في حال استعمالها، فعليه ضمانها.

### إيداع الوديعة عند الغير
ليس للمستودع إيداع الوديعة عند آخر بدون إذن المودع، وإذا أودعها فهلكت، صار ضامنًا. لكن إذا أودع المستودع الأول الوديعة عند آخر بإذن المودع خرج المستودع الأول من العهدة وصار الثاني مستودعًا.

### خلط الوديعة بغيرها
الخلط أنواع ثلاثة:
- خلط يتعذر التمييز بعده، كخلط الشيء بجنسه، فهذا موجب للضمان، لأنه يتعذر به على المالك الوصول إلى عين ملكه.
- وخلط يتيسر معه التمييز، كخلط الدراهم السود بالبيض، والدراهم بالدنانير. فهذا لا يكون موجبًا للضمان، لتمكن المالك من الوصول إلى عين ملكه، فهذه مجاورة وليست بخلط.
- وخلط يتعسر معه التمييز، كخلط الحنطة بالشعير، فهذا موجب للضمان، لأنه يتعذر على المالك الوصول إلى عين ملكه إلا بحرج، والمتعسر كالمتعذر.[21]

### التجارة بالوديعة
إذا اتجر المستودع بالوديعة فعليه ضمانها، وله الربح.

### موت المستودع
إذا مات المستودع بدون أن يبين حال الوديعة، تؤخذ الوديعة من تركته كسائر ديونه.
إذا مات المستودع، ووجدت (الوديعة) عينًا في تركته، فهي أمانة في يد الوارث، واجب عليه أداؤها لصاحبها. فإن مات المستودع مجهلًا حال الوديعة، ولم توجد في تركته، ولم تعرفها الورثة، تكون دينًا واجبًا أداؤه من تركته، ويشارك المودع سائر غرماء الوديع فيها.

### ترك تعهد الوديعة
ترك المستودع تعهد الوديعة تفريط يستوجب الضمان.
فمثلًا يلزم الوديع أن ينشر الثياب التي يخشى عليها من العث. كما يلزم الوديع حفظ الوديعة يلزمه أن يعلف الدابة المودعة وأن يسقيها، ولو لم يأمره المودع. فلو ترك ذلك فماتت ضمن.

### السفر بالوديعة
ليس للوديع أن يسافر بالوديعة حال حضور مالكها أو من يقوم مقامه في حفظ ماله، أما إذا لم يجد أحدًا منهم، فله أن يسافر بها إذا كان السفر بها أحفظ لها ولم ينهه ربها. أما إذا نهاه أو لم يكن السفر أحفظ أو استوى الأمران لزمه دفعها إلى الحاكم، فإن تعذر ذلك، لزمه دفعها إلى ثقة.

## فسخ العقد
1- تنتهي الوديعة بفسخ أحد العاقدين العقد.
2- إذا مات صاحب الوديعة: ترد وديعته إلى ورثته ما لم تكن التركة مستغرقة بالدين.
3- إذا مات المستودع، ووجدت الوديعة عينًا في تركته، فهي أمانة في يد الوارث واجب عليه أداؤها لصاحبها.
4- زوال أهلية أحد العاقدين: كجنون أحد العاقدين أو إغمائه دون إفاقة.
5- جحود الوديعة: ويصبح هنا المستودع غاصبًا.